# Mikael Appelgren
Mikael Appelgren (* 15. října 1961 Stockholm) je bývalý švédský stolní tenista.
Jedná se o nejstaršího člena „zlaté generace“ švédského stolního tenisu, kam kromě něj patří například Jan-Ove Waldner, Jörgen Persson nebo Peter Karlsson. V osmdesátých letech a první polovině devadesátých let patřil k absolutní světové špičce.
Appelgren je (nebo spíše byl, protože již ukončil sportovní kariéru) levák proslulý přesnou hrou z větší vzdálenosti za stolem. Díky těmto vlastnostem byl vždy vyhledávaným a úspěšným hráčem ve čtyřhře.
Na rozdíl od svého vrstevníka ze švédské reprezentace Jan-Ove Waldnera se hůře prosazoval proti čínským a japonským hráčům, jeho úspěchy pocházejí spíše z evropských, než ze světových šampionátů.

## Dosažené úspěchy

### Mistrovství světa
- 1983 stříbrná medaile v soutěži družstev
- 1985 zlatá medaile v mužské čtyřhře, stříbrná medaile v soutěži družstev
- 1987 stříbrná medaile v soutěži družstev
- 1989 zlatá medaile v soutěži družstev
- 1991 zlatá medaile v soutěži družstev
- 1993 zlatá medaile v soutěži družstev
- 1995 stříbrná medaile v soutěži družstev

### Mistrovství Evropy
- 1980 zlatá medaile v soutěži družstev
- 1982 zlatá medaile v mužské dvouhře
- 1986 stříbrná medaile v mužské čtyřhře s Jörgenem Perssonem, zlatá medaile v soutěži družstev
- 1988 zlatá medaile v mužské dvouhře, zlatá medaile v mužské čtyřhře s Jan-Ove Waldnerem, zlatá medaile v soutěži družstev
- 1990 zlatá medaile v mužské dvouhře, zlatá medaile v soutěži družstev
- 1992 stříbrná medaile v mužské čtyřhře s Jan-Ove Waldnerem, zlatá medaile v soutěži družstev